# Reumatisk feber
Reumatisk feber, är en inflammatorisk följdsjukdom till vissa bakteriella infektioner, framförallt faryngotonsillit (halsfluss) orsakat av grupp A streptokocker (betahemolytiska streptokocker) och scharlakansfeber. Reumatisk feber drabbar framför allt barn i åldern 5 till 15 år.  
Vid reumatisk feber uppstår en akut inflammation som kan drabba olika leder (artrit) samt hjärtats klaffar, med risk för att utveckla kronisk reumatisk hjärtsjukdom där vanligen mitralisklaffen drabbas (mitralisstenos och mitralisinsufficiens kan uppstå). Erythema marginatum, en hudsjukdom som yttrar sig i röda ringar på huden, kan förekomma.
Reumatisk feber behandlas med antibiotika i form av Penicillin V, som har effekt även en tid efter utläkta halssymtom. Vid klaffpåverkan ges dessutom acetylsalicylsyra och prednisolon. Sjukdomen är numera ovanlig i höginkomstländer som Sverige, men är globalt sett ett stort hälsoproblem. 2021 och 2022 diagnostiserades 6 fall reumatisk feber per år i Sverige. Orsakerna till sjukdomen är inte helt klarlagda; vissa personer är mer känsliga för att utveckla tillståndet, och vissa stammar av grupp A streptokocker tycks mer reumatogena än andra. Tillståndet är framförallt associerat till fattigdom och trångboddhet . 
Referenser
1. ↑  ”Reumatisk klaffsjukdom”. medinsikt.se. http://www.medinsikt.se/kardiologi/hjartvitier/5. Läst 15 juli 2016.
2. ↑  ”Rheumatic fever”. dermnetnz.org. http://www.dermnetnz.org/bacterial/rheumatic-fever.html. Läst 15 juli 2016.
3. ↑  Socialstyrelsens patientregister för diagnoser.
4. ↑  Carapetis JR et al (2005;366(9480):155-68). ”Acute rheumatic fever.”. Lancet..